# Preámbulo (derecho)
Se denomina preámbulo, en la forma Derecho, a la parte del derecho expositiva que antecede a la normativa de una constitución, ley o reglamento. También puede denominarse «exposición de motivos» o «considerados».
Aunque no existe unanimidad al respecto, existe una corriente más o menos mayoritaria que sostiene que el preámbulo no forma parte de la norma ni es obligatorio, pero es de uso habitual y puede ser utilizado para el análisis o interpretación de la norma.
La razón de ser del preámbulo deriva de la necesidad de evitar la arbitrariedad en la sanción de las normas y en la obligación del legislador de exponer las razones que han llevado a su sanción y las finalidades de la misma. Por su naturaleza, el preámbulo toma muchas veces la característica de un programa a ser realizado por la norma que le sigue.
Tradicionalmente se ha sostenido que el preámbulo no tiene una validez normativa propiamente dicha. No es de obligado cumplimiento, ni los jueces o tribunales deben acatarlo como el resto del articulado de la norma. Por ese motivo, el preámbulo da una cierta flexibilidad al legislador, y le permite exponer puntos de vista políticos o coyunturales que en la norma concreta no es posible incluir.
La jurisprudencia de diferentes países ha interpretado de diferente manera el alcance del preámbulo de la Constitución, aunque existe una tendencia a sostener que, en sí mismo, carece de valor normativo. El Tribunal Constitucional de España resolvió en fallo del 4 de octubre de 1990 que «los preámbulos o exposiciones de motivos carecen de valor normativo» y por tanto «no pueden ser objeto de un recurso de inconstitucionalidad». Pero el Tribunal Constitucional de Colombia estableció en un fallo de 6 de agosto de 1992, en un sentido distinto, que «el preámbulo hace parte integrante de la Constitución», y que si una ley viola los fines o principios allí establecidos, esa ley es inconstitucional.
Sin embargo, decir que el preámbulo no tiene ninguna validez no es del todo cierto. Después de muchos años de controversia jurídica, la doctrina ha terminado por entender que el preámbulo es una fuente interpretativa muy importante para poder aplicar una interpretación teleológica de la norma. Esto quiere decir que si el órgano jurisdiccional debe interpretar la ley en el sentido en la que el legislador la dictó, la fuente más fiable para entender ese sentido o finalidad se encuentra en el mismo preámbulo, dado que es el mismo legislador quien lo ha redactado.